# 懷特群島 (阿蒙森海)
懷特群島（英語：Waite Islands），是南極洲的群島，位於阿蒙森海，處於魏特角以西11公里的皇帝半島西北端，美國地質調查局根據測量和該國海軍的空中照片繪入地圖，現時由南極條約體系管理。